# دوروتی کورنلیوس
دوروتی آلیس کورنلیوس (۹ مارس ۱۹۱۸–۱۹۹۲) یک پرستار ثبت‌شده اهل اوهایو بود که در موقعیت‌های اجرایی و رهبری در حوزهٔ پرستاری فعالیت داشت. کورنلیوس تنها فردی بود که ریاست انجمن پرستاران آمریکا، شورای بین‌المللی پرستاران و شرکت مجلهٔ پرستاری آمریکا را بر عهده داشت.

## اوایل زندگی و تحصیلات
دوروتی آلیس کورنلیوس در ۹ مارس ۱۹۱۸ در جانزتاون، پنسیلوانیا متولد شد. کورنلیوس در سال ۱۹۳۹ دیپلم پرستاری خود را از مدرسهٔ پرستاری بیمارستان یادبود کونه‌ماگ در جانزتاون، پنسیلوانیا دریافت کرد. او در سال ۱۹۴۲ مدرک کارشناسی علوم در رشتهٔ پرستاری را از دانشکدهٔ پرستاری دانشگاه پیتسبرگ اخذ کرد.

## حرفه

### اوایل حرفه
پس از فارغ‌التحصیلی، کورنلیوس به‌عنوان یک پرستار سلامت عمومی در پیتسبرگ، پنسیلوانیا مشغول به کار شد و به‌عنوان مدیر بیمارستان سل پیتسبرگ خدمت کرد. او برای صلیب سرخ آمریکا در جانزتاون و کلیولند، اوهایو کار کرد و به‌عنوان پرستار ارشد برنامهٔ اهدای خون فعالیت داشت. در دوران جنگ جهانی دوم، کورنلیوس به‌عنوان ستوان درجهٔ جونیور در نیروی دریایی ایالات متحده خدمت کرد.

### انجمن پرستاران اوهایو
کورنلیوس در اوهایو سمت‌های رهبری مختلفی داشت. او از سال ۱۹۵۷ تا ۱۹۸۳ به‌عنوان مدیر اجرایی انجمن پرستاران اوهایو و سردبیر نشریهٔ بررسی پرستاران اوهایو فعالیت کرد. او در سال ۱۹۶۱ به کمیسیون فرمانداری در امور سالمندان در اوهایو منصوب شد و در سال ۱۹۶۳ ریاست شورای دفاع زنان اوهایو و مدرسهٔ صنعتی دختران را بر عهده داشت.

### انجمن پرستاران آمریکا
در سال ۱۹۶۰، کورنلیوس به کمیتهٔ رفاه اقتصادی و عمومی انجمن پرستاران آمریکا منصوب شد. او در سال ۱۹۶۴ به‌عنوان اولین نایب‌رئیس انجمن پرستاران آمریکا انتخاب شد. در این دوره، کورنلیوس همچنین رئیس کمیته‌های مالی، بازنشستگی و روابط کارکنان انجمن پرستاران آمریکا بود. کورنلیوس در سال ۱۹۶۸ به سمت ریاست انجمن پرستاران آمریکا منصوب شد.
کورنلیوس برای حرفه‌ای‌سازی پرستاری و صدور مجوز اجباری برای پرستاران تلاش کرد.

### شورای بین‌المللی پرستاران
در سال ۱۹۷۳، کورنلیوس به‌عنوان رئیس شورای بین‌المللی پرستاران انتخاب شد.

### کمیته‌های فدرال ایالات متحده
کورنلیوس توسط رئیس‌جمهور ایالات متحده، شامل دوایت دی. آیزنهاور، جان اف. کندی، لیندون بی. جانسون و ریچارد نیکسون، به کمیته‌های ملی منصوب شد.

## منصب سیاسی
در سال ۱۹۶۳، کورنلیوس نخستین زنی بود که برای عضویت در شورای شهر زادگاهش، رینولدزبورگ، اوهایو، نامزد شد. او همچنین سمت‌های محلی دیگری از جمله ریاست بخش و عضویت در کمیسیون برنامه‌ریزی و منطقه‌بندی رینولدزبورگ را بر عهده داشت.

## تقدیر و جوایز
کورنلیوس در سال ۱۹۶۳ به‌عنوان یکی از ده زن برتر اوهایو انتخاب شد. او از سوی فرمانداران اوهایو و پنسیلوانیا و همچنین مجلس سنای اوهایو و مجلس نمایندگان اوهایو تقدیر شد. از دیگر افتخارات او می‌توان به دریافت جایزهٔ ملی صلیب سرخ آمریکا برای خدمات برجسته، عضویت در آکادمی آمریکایی پرستاری در سال ۱۹۷۷ اشاره کرد. کورنلیوس در سال ۱۹۸۱ به تالار مشاهیر زنان اوهایو، در سال ۱۹۹۶ به تالار مشاهیر انجمن پرستاران آمریکا و در سال ۱۹۹۷ به تالار مشاهیر کهنه‌سربازان اوهایو راه یافت. او در سال ۲۰۰۸ به‌عنوان یکی از اسطوره‌های محلی دانشگاه ایالتی اوهایو مورد تقدیر قرار گرفت.
ساختمان مرکزی انجمن پرستاران اوهایو در سال ۱۹۷۷ به نام کورنلیوس نام‌گذاری شد.

## درگذشت و میراث
کورنلیوس در سال ۱۹۸۳ به دلیل وخامت وضعیت سلامتی بازنشسته شد. او در سال ۱۹۹۲ درگذشت.
انجمن پرستاران منطقهٔ میانی اوهایو، صندوق بورسیهٔ پرستاری دوروتی آلیس کورنلیوس را به‌منظور «گرامیداشت حرفه‌ای‌گرایی و آرمان‌های» او تأسیس کرد.